# Nazyvaevsk
Huyện Nazyvaevsk (tiếng Nga: ? райо́н) là một huyện hành chính tự quản (raion), của Tỉnh Omsk, Nga. Huyện có diện tích 11 km², dân số thời điểm ngày 1 tháng 1 năm 2000 là 13700 người. Trung tâm của huyện đóng ở Nazyvaevsk.